# Oskarshamn
Oskarshamn er hovedbyen i Oskarshamns kommune i Kalmar län, Småland i Sverige. Byen ligger ved Döderhultsviken i det nordlige Kalmarsund.

## Historie
I 1646 blev fiskerlejet Döderhultsvik (oprindeligt Duderhultevik) ophøjet til köping efter resolution af dronning Kristina. Döderhultsvik fik stadsprivilegium (købstadsrettigheder) i 1856 og fik da navn efter kongen, Oscar I. I 1856 havde Oskarshamn ca. 2.200 indbyggere. Det, der først og fremmest fik byen til at blomstre, var jernbanen Nässjö-Oskarshamn, der blev indviet i 1874 og førte til et opsving for havnen.
Byen har en kolerakirkegård, anlagt i 1834.

## Demografi
Oskarshamn fik købstadsrettigheder i 1856. Siden 1960 regnedes Döderhultsvik med til byen.
Kilde: www.scb.se Statistiska centralbyrån

## Erhvervsliv
Oskarshamn var tidligere en stor værftsby med flere værfter, men i dag er kun en mindre del af dem tilbage. Kystområderne både nord og syd for Oskarshamn havde tidligere betydelige stenhugningsvirksomheder, men i dag brydes der kun sten få steder i den nordlige del af kommunen.

Der er færgesejlads til Gotland, og der er omfattende national og international godstrafik.
Byen er en industriby, kendetegnet ved få store arbejdspladser som Scania, atomkraftværkerne OKG, SAFT AB (batterifremstilling) og Liljeholmens Stearinfabriks AB.
Stearinfabrikken blev grundlagt i Stockholm i 1830'erne og etableredes i Oskarshamn i 1970. Fabrikken er i dag verdens største specialist i at fremstille stearinlys (mere end 6.000 ton årligt)[kilde mangler].

## Kultur og oplevelser
Oskarshamns havn har været vigtig for byen siden dens grundlæggelse. Fra Oskarshamn er der færgeforbindelse til Visby på Gotland, Öland og Blå Jungfrun Nationalpark. Blå Jungfrun er ifølge folketroen det sted, heksene mødtes skærtorsdag for at fejre heksesabbat.
De ældste dele af Oskarshamn er Besväret og Fnyket. Det er to bydele med gammel bebyggelse med træhuse fra 1800-tallet og brolagte gader ned mod havnen.
Döderhultarnmuseet i Kulturhuset rummer ca. 200 kunstværker af træskæreren Axel Robert Petersson, også kaldet Döderhultarn.

## Sport
IK Oskarshamn er den lokale ishockeyklub i den bedste række SHL.

## Venskabsbyer
Oskarshamn har følgende venskabsbyer:
- Hibiscus Coast, Sydafrika
- Pärnu, Estland
- Korsholm, Finland
- Mandal, Norge
- Middelfart Kommune, Danmark